# 플랙스 작전
플랙스 작전(영어: Operation Flax)은 1943년 4월 5일부터 1943년 4월 27일까지 제2차 세계 대전의 튀니지 전역에서 일어난 연합국의 군사 작전으로 튀니지 튀니스에서 진행되었다.
이 작전은 이탈리아에서 튀니지 튀니스까지 이어져 있는 추축국의 영공을 봉쇄하는 군사 작전으로 진행되었다. 연합국은 1943년 5월에 추축국의 영해를 봉쇄하는 군사 작전인 징벌 작전(Operation Retribution)을 진행했다.